# Lithocarpus harlandii
Lithocarpus harlandii är en bokväxtart som först beskrevs av Henry Fletcher Hance och Wilhelm Gerhard Walpers, och fick sitt nu gällande namn av Alfred Rehder. Lithocarpus harlandii ingår i släktet Lithocarpus och familjen bokväxter. Inga underarter finns listade.